# NGC 293
NGC 293 (ook wel PGC 3195, MCG -1-3-30 of IRAS00517-0730) is een balkspiraalstelsel in het sterrenbeeld Walvis. NGC 293 staat op ongeveer 237 miljoen lichtjaar van de Aarde.
NGC 293 werd op 27 september 1864 ontdekt door de Duits astronoom Albert Marth.
Waarnemers in de Benelux kunnen, aan de hand van NGC 293 en het nabij gelegen stelsel NGC 298, op zoek gaan naar de gordel van geostationaire satellieten. De telescoop met volgmechanisme dient naar NGC 293 of NGC 298 gericht te worden, de geostationaire satellieten bewegen traag doorheen het beeldveld.